# Brinnon
Brinnon é uma Região censo-designada localizada no estado norte-americano de Washington, no Condado de Jefferson.

## Demografia
Segundo o censo norte-americano de 2000, a sua população era de 803 habitantes.

## Geografia
De acordo com o United States Census Bureau tem uma área de 
26,1 km², dos quais 25,6 km² cobertos por terra e 0,5 km² cobertos por água. Brinnon localiza-se a aproximadamente 7 m acima do nível do mar.

## Localidades na vizinhança
O diagrama seguinte representa as localidades num raio de 24 km ao redor de Brinnon. 